# Lutgarda de Salzwedel
 Lutgarda de Salzwedel o Liutgarda/Luitgarda de Stade (ca. 1110-1152) fue una reina consorte danesa en 1144–1146, esposa del rey Erico III de Dinamarca.

## Vida
Lutgarda era hija de Ricarda (Richardis), condesa de Sponheim-Lavanttal, y del conde Rodolfo I de Stade y Ditmarsh (d. 1124), margrave de la Marca Norte, ubicada en Salzwedel. El abuelo paterno de Lutgarda fue el margrave Lotario Udo II (de los Udónidas, en alemán: Udonen). Al morir su padre vivió en los Estados de su madre, cerca de Jerichow. La casaron con su tío Federico II, Conde de Sommerschenburg (ca. 1095 - 19 de mayo de 1162), luego Federico VI Conde Palatino de Sajonia (desde 1120), con el que tuvo cuatro hijos, pero fue forzada a divorciarse de él por consanguinidad en 1142. 
Su hermano Hartwig, conde de Stade, preboste en la catedral de Bremen desde 1143, la casó con Erico III de Dinamarca en 1143 o 1144. A la muerte de su hermano mayor, sin descendencia, el conde Rodolfo II de Stade y Freckleben en 1144, Lutgarda y sus hijos fueron virtuales herederos del condado de Stade, dado que su hermano menor, Hartwig, tampoco tenía hijos. No obstante, en 1148 Hartwig estipuló con el capítulo de la catedral su elección como arzobispado de Bremen y a cambio de este nombramiento ofreció el condado a la archidiócesis a su muerte, por lo tanto desheredando a Lutgarda y a sus hijos. 
Como reina, fue criticada por ser promiscua y por influir a su esposo a gastar dinero. Se separó de su esposo después de ser acusada de adulterio, y exilada al Sacro Imperio Romano Germánico.
Al enviudar, se convirtió en la segunda esposa del también viudo conde Hermann II de Winzenburg-Northeim en 1148, y tuvo tres hijas más con él. Agente de Bernardo de Rothenburg, Obispo de Hildesheim, a pedido de él asesinó finalmente al Conde Hermann, quien era violento y ambicioso tratando de anexar más territorios, y a la embarazada Lutgarda en Winzenburg la noche entre el 29 y 30 de enero de 1152. Los asesinos luego robaron su tesoro de 6.000 libras en plata.

## Descendencia
Con Federico II de Sommerschenburg tuvo cuatro hijos: 
- Alberto (Adalberto), conde Palatino de Sommerschenburg (ca. 1130–15 de enero o 17 de marzo de 1179)
- Adelaida (? - 1 de mayo de 1184), princesa-abadesa de la abadía de Gandersheim (1152/53-1184) y luego de la Abadía de Quedlinburg (1161–1184)
- Sofía (? -1189 o 1190), casada (1.°) con el Conde Enrique I de Wettin (27 de febrero de 1142 – 30 de agosto de 1181), hermano de la futura reina consorte de Dinamarca Adela de Meissen e hijo del Margrave Conrado el Grande; (2.°) con Hermann I de Turingia
- Dietrich, Conde Palatino de Sommerschenburg, regente de su sobrino el Conde Enrique II de Wettin, hijo de Sofía y Wettin

Con Hermann II de Winzenburg-Northeim tuvo las siguientes hijas: 
- Una hija (1149– antes de 1204), casada (1.º) en 1170 con el Conde Enrique de Schwarzburg (?- 26 de julio de 1184), y (2.º) con el conde Ulrico I de Wettin (ca. 1170 – 28 de septiembre de 1206[1]), hijo de Sofía y Enrique I de Wettin.
- Hija (1150), casada en 1166 con Buris/Burits Henriksen (ca. 1130 – 1167, asesinado), Conde de Jutlandia (desde 1162), un hijo de Ingrid Ragnvaldsdotter y Enrique Sweynson (Henrik Skadelår)
- Eduviges (1151), prebostesa de la Abadía de Gandersheim